# District de Tripoli (Liban)
Pour les articles homonymes, voir Tripoli.

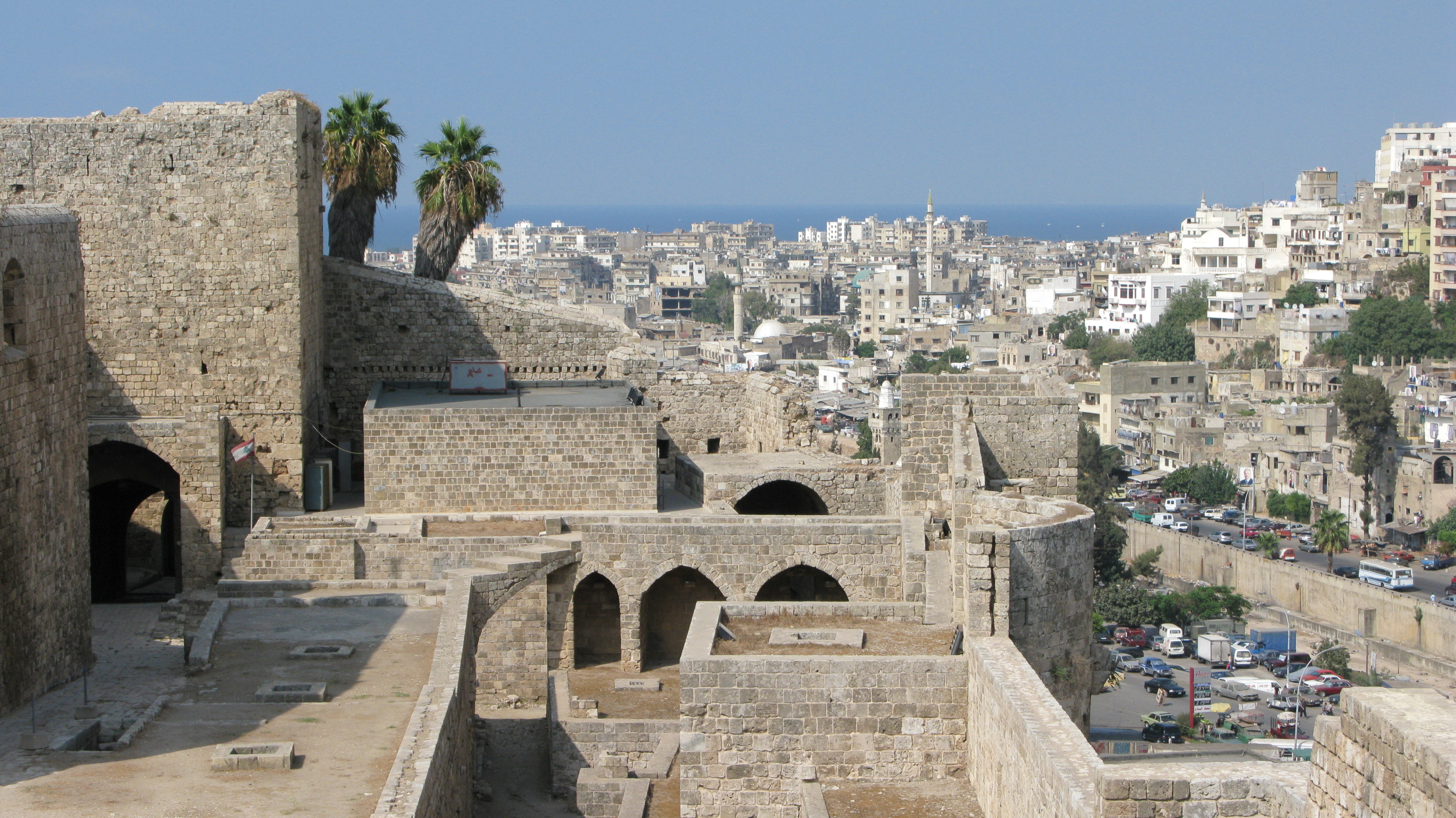
Tripoli

Le caza de Tripoli est un district du Liban. Il est limité en superficie, mais il comporte une très forte densité de population dans le Gouvernorat du Nord du Liban. Il comprend la ville même de Tripoli et quelques villages des alentours. La ville, tout comme le caza, est à majorité sunnite (environ 80 %), mais comprend tout de même un grand nombre de chrétiens, et une minorité alaouites.

## Répartition confessionnelle des électeurs
http://elnashra.com/elections/vote
https://www.almanar.com.lb/9564502
| Confessions          | Pourcentage (2022) | Pourcentage (2015) |
| Chrétiens (total)    | 8,61 %             | 10,83 %            |
| -------------------- | ------------------ | ------------------ |
| Arméniens-orthodoxes | 0,82 %             | - %                |
| Grecs-orthodoxes     | 5,00 %             | 5,55 %             |
| Maronites            | 1,7 %              | 2,41 %             |
| Grecs-catholiques    | 0,46 %             | 0,68 %             |
| Autres chrétiens     | 0,63 %             | 1,5 %              |
| Musulmans (total)    | 91,38 %            | 89,17 %            |
| Sunnites             | 82,37 %            | 80,93 %            |
| Chiites              | 0,4 %              | 1,22 %             |
| Alaouites            | 8,63 %             | 7 %                |
| Druze (total)        | 0,01 %             | 0,02 %             |